# Josep Vergara Ximeno
Josep Vergara Ximeno (castellà: José Vergara Gimeno)  (València, 2 de juny de 1726 - València, 9 de març de 1799) fou el màxim representant del moviment academicista a terres valencianes. Era membre d'una notable família artística amb membres com son pare Francesc Vergara i el seu germà Ignasi, va nàixer un 2 de juny de 1726. Orellana esmenta que als set anys ja dibuixava figures al natural. S'educà dins l'ambient artístic familiar, ampliant coneixements amb Evarist Muñoz. Amb només 19 anys pintà per a la Seu de Xàtiva les pintures de la volta del creuer, amb el tema de les Quatre heroïnes bíbliques. Obra no conservada per l'enfonsament de la cúpula el 1886.

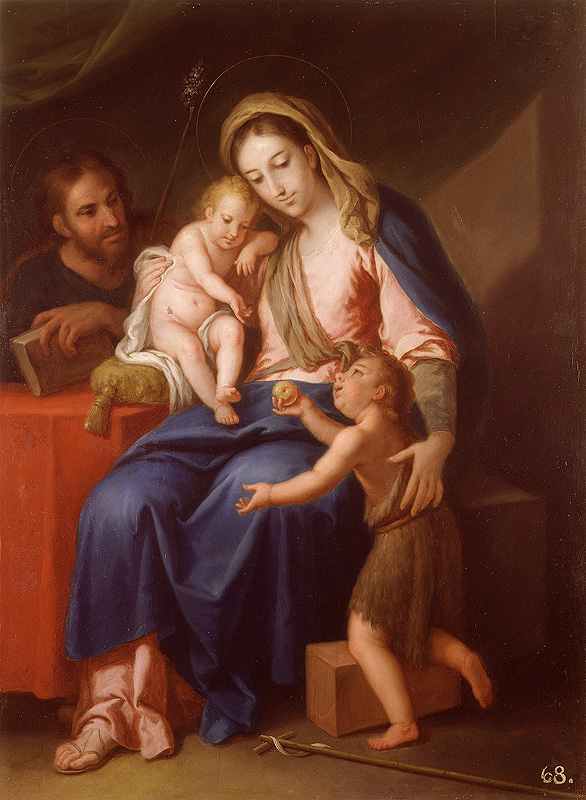
Sagrada Família amb Sant Joanet

Amb el seu germà Ignasi va intervindre en la creació de l'Acadèmia de Belles Arts de Santa Bàrbara, en 1752. L'any 1768 es convertiria, sota la protecció de Carles III, en l'actual Acadèmia de Sant Carles, de la qual fou el primer director de pintura el 1765 i durant els triennis compresos entre 1779-1781 i 1787-1790, el seu director general.
La seua abundant producció artística, unida als seu càrrecs de docència i direcció de l'Acadèmia de Sant Carles, marcaren profundament l'evolució de la pintura valenciana de la segona meitat del segle xviii. Igualment, també va ser membre de la Reial Societat Econòmica de València, i el 1762 rebé el títol de mèrit a l'Acadèmia de San Ferran de Madrid, presentant el quadre amb què fou nomenat director de la primerenca Acadèmia de Santa Bàrbara, Mentor avisant a Telèmac dels perills de l'illa de Capipso (conservada a la institució madrilenya, que també conserva quadres com Figura de litigant i un Autoretrat).
Artista de poca rellevància pel que fa a les seus obres al llenç o sobre taula, Vergara desplega els seus major dots artístics en la seua vessant de fresquista, amb composicions de gran treball i plenes de lluminositat, arribant a ser sens dubte un dels més importants pintors de frecs de la pintura valenciana. Les seues influències es troben en Joanes i Ribalta, però també s'han d'afegir afinitats amb artistes napolitans, ja que conegué in situ l'obra de Paolo Matheis a l'església del Miracle del convent de les clarisses de Cocentaina.
Al voltant de 1760 pinta els frescos de l'església de santa Rosa de Lima de la Reial Casa d'Ensenyament, de València, actualment transformada en l'actual ajuntament. La decoració del conjunt consistia en l'execució dels ovals i testeres de la capella, fets al fresc, i les teles dels altars laterals pintades a l'oli (avui es conserven al Museu de la ciutat). Cap al 1765 treballa a la basílica dels Desemparats, on pinta la tela La imposició de l'hàbit a un confrare davant la imatge de la Mare de Déu dels Desemparats. Posteriorment, entre 1772 i 1781 treballa en la capella de Sant Vicent Ferrer del convent de Sant Doménec de valència, on realitza distints passatges de la vida del sant en oli i en fresc. A més treballa en la decoració de l'església arxiprestal de Vila-real i en la decoració del cambril marià del monestir de Santa Maria del Puig, on hi també participà Josep Camarón (1780). Una altra obra de l'època és la decoració de la capella de la Comunió de l'església parroquial i ermita del Lledó (Castelló). Però l'obra més important en terres valencianes és la decoració de l'església parroquial de Sant Joan Baptista de Xiva, feta entre 1769 i 1790, anys en què pinta quatre evangelistes al creuer, continuant amb la Glòria de la capella major (1784-1787) i acabant amb la tela de la Predicació de sant Joan Baptista al desert de 1790. Aquesta tradició de pintura al fresc iniciada per ell continuaria amb l'obra de Lluís Planes.
Entre el 1782 i el 1786 es troba treballant a València decorant al fresc la capella de la Comunió de Sant Joan del Mercat. Al començament de la dècada dels noranta fins al 1795 pinta diferents teles per alguns dels altars de les diverses capelles de la catedral. Entre els seus quadres de cavallet destaquen: L'última comunió de sant Lluís d'Anjou, Sant Lluís d'Anjou llavant els peus a un pobre i el retrat del seu germà Ignasi i l'Autorretrat conservat al Museu de Belles Arts de València.
Josep Vergara mor a valència el 9 de març de 1799, i se'l soterra a l'església de l'oratori de sant Felip Neri (actual parròquia de Sant Tomàs) on també s'hi troben obres seues.
De Vergara també s'ha de destacar la seua activitat gràfica, en què es mostra també prolífic i de la qual es conserven grans quantitats de dissenys preparatoris; també el sei treball com a literat i crític d'art, amb la presència de textos relatius a les Belles Arts, discursos acadèmics, explicació de programes iconogràfics i notes a les vides dels artistes valencians (possiblement emprades pel mateix Orellana).